# Roberto Saviano

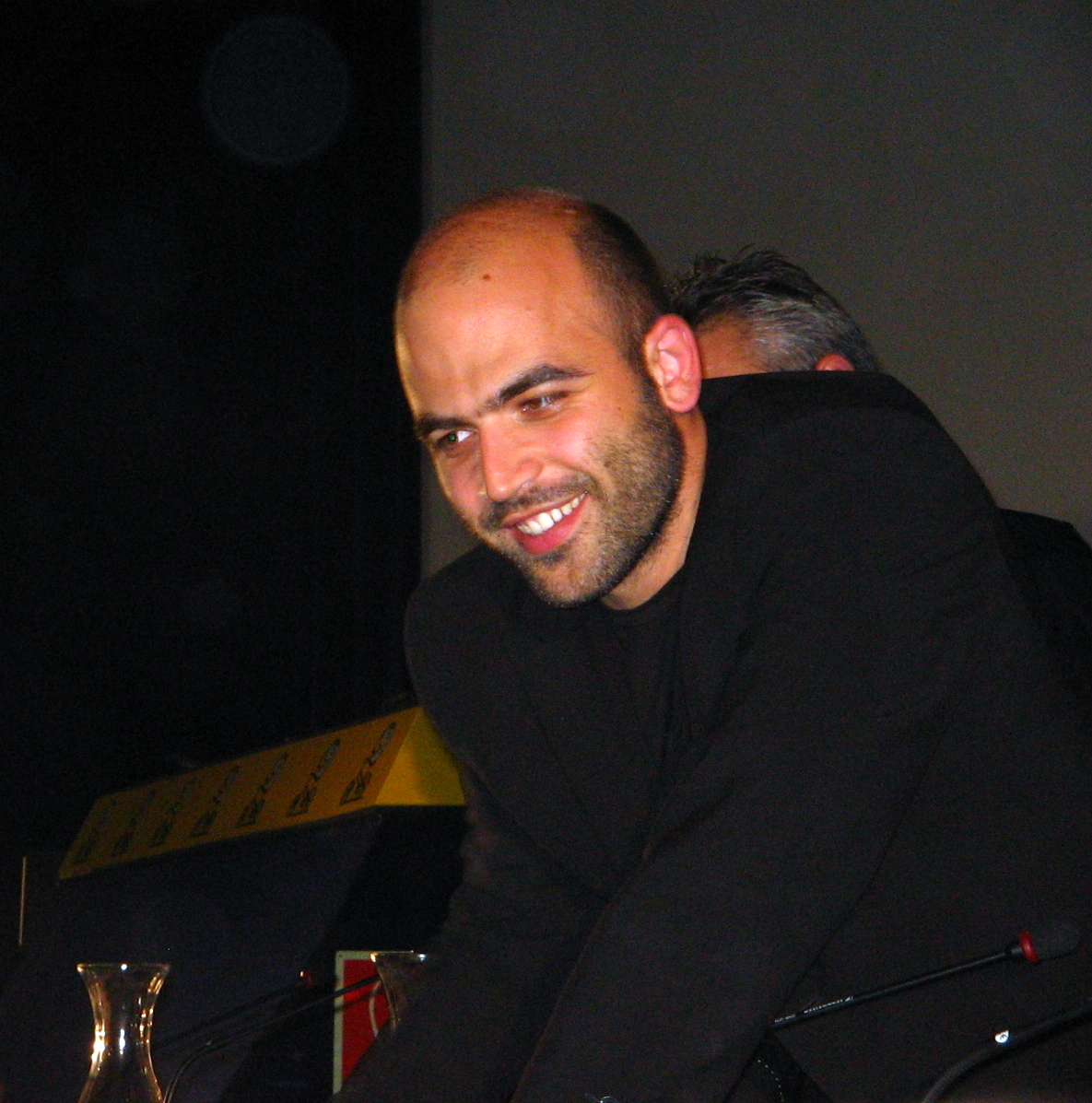
Roberto Saviano

Roberto Saviano (n. 22 septembrie 1979, Napoli) este un scriitor și jurnalist italian. 
În scrierile, articolele și în cartea sa, Gomorra, roman de debut, folosește literatura și reportajul pentru a ilustra realitatea economică, teritorială și de afaceri a Camorrei și a crimei organizate în general.
Din cauza amenințărilor cu moartea pe care le a primit în 2006 din partea cartelurilor camoriste, denunțate într-o expunere în piața Casal del Principe (Napoli) în timpul unei manifestații pentru legalitate, Roberto Saviano a fost supus unui protocol de protecție. Din 13 octombrie 2006 trăiește sub escortă.
Are numeroase colaborări cu ziare importante italiene și internaționale. În prezent în Italia colaborează cu L'Espresso și La Reppublica, în Statele Unite cu The Washington Post, New York Times și Time, în Spania cu El Pais, în Germania cu Die Zeit și Der Spiegel, în Elveția cu Expressen și în Marea Britanie cu The Times.
Pentru pozițiile sale curajoase nu au lipsit apelurile de a nu-l lăsa singur din partea unor importanți scriitori și personaje culturale de calibrul lui Umberto Eco.

## Biografie
Este fiul medicului Luigi Saviano și al lui Miriam Haftar, evreică de origine ligură.
A făcut liceul la Caserta, la Liceul științific de stat Armando Diaz. Și-a luat diploma în Filosofie la Universitatea din Napoli Federico II, unde a fost studentul istoricului meridionalist Francesco Barbagallo. Își începe cariera jurnalistică în 2002 scriind pentru numeroase reviste și cotidiane printre care: Pulp, Diario, Sud, Il Manifesto și pentru rubrica Observatorul Camorrei din Corriere del mezzogiorno. Articolele sale asupra Camorrei devin destul de importante încât să facă autoritatea justițiară să-l asculte, în primele luni ale anului 2005. În martie 2006 publică romannul non-ficțional Gomorra. Împreună cu Mario Gelardi este autorul unui spectacol teatral și e scenarist la filmul care se inspiră din romanul său. Pe 10 decembrie, în prezența lui Dario Fo, Honoris Causa, recunoașterea maximă a universității. Pe 22 ianuarie 2011 Universitatea din Genova îi acordă titlul de Honoris Causa în jurisprudență, pentru contribuția importantă în lupta împotriva criminalității și apărarea principiului legalității în Italia¸ Saviano dedică recunoașterea magistraților de la Procuratura din Milano care anchetează scandalul Ruby-gate. De aici ia naștere polemica cu Marina Berlusconi, fiica lui Silvio Berlusconi și președinte la Mondadori, actuala casa editorială a scriitorului.
Ca scriitor Saviano recunoaște că este influențat de mai mulți autori din cultura tradiționalistă și conservatoare ca Ernst Jünger, Ezra Pound, Louis Ferdinand Céline, Carl Schmitt și Julius Evola pe care îl citește foarte des.